# Amelie Siba
Amelie Siba (*2003) je česká písničkářka a hudební producentka, která bývá označována za jeden z největších talentů české nezávislé hudební scény a oceňována zejména za svůj osobitý přístup.
Vydala čtyři studiová alba a dvě EP. Alba si produkuje převážně sama. Během své kariéry již získala řadu hudebních cen včetně dvou cen Anděl. Skládá a zpívá v angličtině, neboť dle svých slov se jí nedařilo v českém textu vyhnout se kýči.
Vzhledem k velkému přerodu od svých hudebních začátků sáhla k radikálnímu kroku a smazala ze streamingových platforem své starší nahrávky.

## Život
Se psaním prvních vlastních textů začala ve 12 letech. Kvůli hudbě, které se nemohla věnovat naplno, nedokončila střední školu, čehož však ani po letech nelitovala. Nejen v samotné tvorbě se snaží otevírat opomíjená témata jako duševní zdraví nebo nevhodné chování k ženám, zároveň by se chtěla v budoucnu více věnovat otázkám feminismu nebo migrace.

## Hudební kariéra

### Začátky
Své první EP, It was Nice to Meet You, vydala ve spolupráci s Lukášem Vydrou ze skupiny Dukla v roce 2019. Následovalo několik singlů a debutové album Dye My Hair (2019), za které obdržela cenu Apollo a následně i cenu Anděl za rok 2020 v kategorii Alternativa a elektronika. Album, věnující se zejména tématům spojenými s dospíváním a vztahy, sklízelo velmi pozitivní recenze. Dle hudebního publicisty Pavla Turka se jednalo o „debut, který tu dlouho nebyl“ a příklad vyzrálého písničkářství srozumitelného napříč generacemi.
V roce 2021 vyšlo druhé EP s názvem when is our time, charakteristické posunem k elektronickým beatům. Následně vyšlo i album Love Cowboys (2021), za kterou Amelie Siba obdržela svou druhou cenu Anděl.

### Odstřihnutí se od minulosti
Navzdory úspěchu svých prvních alb se zpěvačka cítila zaškatulkována jako křehká a zranitelná zpěvačka a dle svých slov se cítila terčem sexuální objektifikace ze strany starších mužů. Zároveň si uvědomila, že byla ve svých nahrávkách až příliš otevřená, proto se nakonec rozhodla svou předchozí tvorbu smazat ze streamingových platforem.
"Svoje první desky jsem dělala, když mi bylo mezi šestnácti a osmnácti. Procházela jsem si mnoha změnami, které souvisí se ženstvím a obecně dospíváním. Právě tehdy jsem se začínala potýkat s psychickými problémy. Moje texty přitom byly strašně intimní, vyjadřovala jsem se dost explicitně."

Amelie Siba o smazání starších nahrávek
Hudební posun k experimentálnějším polohám a aktivistickému pojetí však dle Siby vedl k odlivu části fanoušků.

### Gently Double A
Třetí studiové album pod názvem Gently Double A vyšlo 31. března 2023. Albu předcházel měsíční pobyt u babičky na anglickém venkově, během nějž se zpěvačka snažila reorganizovat svůj život. Oproti předchozím počinům byl zřetelný posun k syrovějšímu a sebevědomějšímu zvuku. Hlavním tématem alba je vztek, ale i naděje.

### This may be the only way 2 heaven
Čtvrté studiové album pod názvem this may be the only way 2 heaven vyšlo 14. března 2025. To bylo poskládáno zejména z fragmentů metalových samplů, které prohlubují přechod k syrovému zvuku, který se objevoval již na předchozím albu. Dle Siby bylo album jejím dosud nejodvážnějším a nejupřímnějším. K vydání autorka přiložila i dopis pro posluchače, ve kterém upozornila, že již nechce stigmatizovat a romantizovat smutek a sebedestrukci.
Album vyjadřuje vztek na společnost kvůli stereotypnímu vnímání společenských (zejména ženských) rolí a je reakcí na vnucovanou představu křehkosti zpěvačky nebo nepříjemné zkušenosti v hudebním průmyslu. Důležitou součástí je téma duševního zdraví a péči o něj. Sama Siba označila desku za politickou: "Měla jsem tendence hledat chyby v sobě, ale pak jsem pochopila, jak mě k sebetrestání vede celá společnost, a to, kdo je u moci."